# Июнь 2011 года

Список событий июня 2011 года.

## События
- 1 июня
  - Восстановлено членство Гондураса в Организации американских государств[1].
  - Открылась 54-я Венецианская биеннале (Венеция, Италия, по 27 ноября)[2].
  - В России вступил в силу ГОСТ, в котором в качестве стандартного формата для офисных приложений определён Open Document Format 1.0[3].
  - ИЮПАК официально признал 114-й и 116-й элементы открытыми[4][5].
  - Первый канал (Россия) перешёл на широкоформатное вещание в формате 16:9 вещание.
- 2 июня
  - Сейм Латвии избрал президентом страны депутата от Союза зелёных и крестьян, бывшего банкира Андриса Берзиньша[6].
  - Комиссия ООН отчиталась о существенном росте глобальных рынков распространения наркотиков, которые контролируют криминальные структуры, один из выводов доклада: существующие стратегии борьбы с наркотиками на основе силовых средств не эффективны, среди рекомендаций — легализация лёгких наркотиков и прекращение уголовного преследования наркоманов[7].
  - Жертвой кишечной эпидемии в Европе стало 17 человек, более 2500 человек заболевших[8], в России в связи с эпидемией руководитель Роспотребнадзора Геннадий Онищенко запретил ввоз свежих овощей из всех стран Европы[9].
  - «Майкрософт» представила новую операционную систему Windows 8[10].
  - Частное солнечное затмение, которое лучше всего было видно на востоке России и за полярным кругом России[11].
- 3 июня
  - Артиллерийскому обстрелу подвергся дворец президента Йемена Али Абдаллы Салеха. В результате получили ранения сам президент, а также премьер-министр, спикер парламента и ещё несколько человек[12].
  - Не менее 63 человек погибли при разгоне антиправительственных демонстраций в ряде городов Сирии[13].
  - В Детройте скончался американский врач, популяризатор эвтаназии, Джек Кеворкян.[14]
  - Компьютерная сеть компании Sony подверглась очередной хакерской атаке. Злоумышленникам удалось получить доступ к личной информации более 1 млн пользователей[15].
- 4 июня
  - Военная операция сил НАТО в Ливии перешла в новую стадию: Франция и Великобритания начали атаковать позиции войск Муамара Каддафи с помощью боевых вертолётов[16].
  - В Сирии из-за продолжающихся акций протеста заблокированы 40 из 59 национальных интернет-каналов и полностью прекратился доступ ко всем сервисам Google[17].
  - Президент Йемена Али Абдалла Салех выехал в Саудовскую Аравию для проведения операции после ранения. Исполнять обязанности президента страны стал вице-президент Мансур Хади[18].
  - Китаянка Ли На стала победительницей Открытого чемпионата Франции по теннису, обыграв в финале прошлогоднюю чемпионку Франческу Скьявоне[19].
- 5 июня
  - Израильские войска открыли огонь по сирийским демонстрантам, пытавшимся прорвать границу в районе Голанских высот. В результате обстрела погибли 23 и ранены 325 человек[20].
  - На юго-востоке Чили началось извержение вулкана Пуйеуэ, власти провели экстренную эвакуацию 3500 жителей прилегающих районов[21].
  - Испанский теннисист Рафаэль Надаль в шестой раз в карьере стал победителем Открытого чемпионата Франции[22].
  - В Португалии прошли досрочные парламентские выборы[23]. По данным exit-polls, правящая Социалистическая партия потерпела поражение (она получила примерно 24,4—30 % голосов), а оппозиционная Социал-демократическая партия во главе с Педру Пасушем Коэлью получила примерно 37—42,5 % голосов[24].
  - В Македонии прошли парламентские выборы. По предварительным данным правящая партия одержала победу с 40 % голосов[25][26].
  - В Перу прошёл второй тур президентских выборов[27]. Победил левый радикал Ольянта Умала[28].
  - Грузия и Суринам установили дипломатические отношения[29].
- 6 июня
  - В России указом президента Дмитрия Медведева учрежден День русского языка[30].
  - 120 полицейских были убиты в результате нападения неизвестных в сирийском городе Джиср-эш-Шугур[31].
- 7 июня
  - В СМИ появилась информация о том, что сын Муамара Каддафи — Мутассим, был убит в результате удара авиации стран НАТО[32].
  - Появились сообщения, что впервые на глубине около 2 километров были найдены многоклеточные существа, один из обнаруженных видов получил название Halicephalobus mephisto[33].
  - Руководство компании RSA Security признало, что технология SecurID была скомпрометирована в результате хакерской атаки в марте этого года и собирается отозвать все 40 миллионов токенов SecurID, находящихся в обращении в данный момент[34].
  - Автомобилисты Минска перекрыли движение на проспекте Независимости протестуя против подорожания топлива[35].
  - В Пакистане 19 человек погибли в результате удара беспилотного самолёта американских ВВС по Зоне Племён[36]. Днём ранее американцы нанесли удар по пакистанскому агентству Южный Вазиристан, в результате чего погибло 23 человека[37].
  - Казахстан и Доминиканская Республика установили дипломатические отношения[38].
- 8 июня
  - В Индии известный общественный активист Анна Хазаре начал голодовку, причиной которой является коррупция правительства[39].
  - У побережья Мексики сформировался ураган «Адриан», первый в сезоне тихоокеанских ураганов 2011 года[англ.][40].
  - Уроженке Сербии Теа Обрехт за роман «Жена тигра» была присуждена литературная премия Orange Prize for Fiction, вручаемая за лучший роман на английском языке, написанный женщиной[41].
  - По данным исследования компании BP, Китай стал крупнейшим потребителем энергии в мире, обогнав США[42].
  - Сотни популярных сайтов, включая Google, Yahoo, Facebook, Bing приняли участие в IPv6 Day, мировом тестировании протокола IPv6[43].
  - С космодрома Байконур стартовыми командами предприятий Роскосмоса запущен второй корабль новой серии Союз ТМА-М[44].
  - Пробег Владивосток — Москва Александра Кашина, длившийся 53 дня, закончен. Пройдено более 9 тысяч километров на инвалидной коляске-электроскутере и попутных машинах. Во Владивосток Александр вернётся самолётом.
  - Европарламент проголосовал за вхождение Румынии и Болгарии в Шенгенскую зону, но Нидерланды заблокировали это решение, отложив рассмотрение до 2012 года[45].
  - В Беларуси стали проходить акции «молчаливого» протеста.[источник не указан 3309 дней]
- 9 июня
  - Совет Безопасности ООН принял новый вариант проекта резолюции по Сирии[46].
  - Организаторы «Гран-при Бахрейна» подтвердили отказ от проведения гонки, запланированной на 30 октября из-за продолжающихся беспорядков в стране[47].
  - Турецкие власти заявили, что число сирийских беженцев, пересёкших за последние дни границу с Турцией достигло двух с половиной тысяч[48].
  - В Нижнем Новгороде открылся двусторонний саммит Россия — Евросоюз[49].
  - Казахстан и Доминиканская Республика установили дипломатические отношения[50].
- 10 июня
  - Еврокомиссия благополучно завершила многолетние переговоры с Хорватией и, рекомендовала странам ЕС принять в свои ряды эту балканскую страну[51].
  - Министр внутренних дел Сомали Абдишакур Шейх Хасан погиб в результате теракта[52].
  - Вьетнам обвинил Китай уже во втором за две недели нападении на своё исследовательское судно в спорных водах вокруг островов Спратли[53].
  - В Москве застрелен бывший полковник российской армии Юрий Буданов[54].
- 11 июня
  - По меньшей мере 34 человека погибли, свыше ста получили ранения в результате трех взрывов в Пешаварском районе Хибер Супермаркет[55].
- 12 июня
  - Сирийские военные спустя неделю после убийства 120 полицейских взяли мятежный город Джиср-эш-Шугур на севере страны[56].
  - Началось извержение вулкана Набро в Эритрее. По состоянию на 4 часа утра 13 июня облако вулканического пепла достигло размеров 150 км на 50 км и движется в западном направлении, уже достигнув Судана[57]
  - В Турции прошли парламентские выборы[58]. Правящая Партия справедливости и развития сохранила большинство в парламенте[59].
  - В Италии стартовал двухдневный общенациональный референдум по вопросам о возобновлении строительства атомных электростанций, приватизации водных ресурсов и об иммунитете от уголовного преследования, который распространяется на премьер-министра Сильвио Берлускони[60]. 90 % итальянцев высказались против путвсех трёх предложений[61].
  - Беларусь ограничила вывоз ряда товаров за границы республики[62].
  - После реконструкции открылся Московский планетарий[63].
- 13 июня
  - В Бахрейне начался суд над врачами, оказывавшими медицинскую помощь раненым демонстрантам[64].
  - В Эритрее началось извержение вулкана Набро, расположенного в провинции Дэбуб-Кэй-Бахри; в связи с выбросом пепла из вулкана госсекретарь США Хиллари Клинтон вынуждена была прервать поездку по Африке[65][66].
  - В Ливане сформирован новый кабинет министров[67].
  - Германия и Объединённые Арабские Эмираты официально признали повстанческий Национальный переходный совет единственной законной властью в Ливии[68][69].
  - 1 человек погиб, четверо получили ранения в результате самоподрыва террориста-смертника перед входом в здание банка в Исламабаде. Это первый теракт в пакистанской столице за последние 2 года[70].
  - 5 человек погибли, 29 — ранены в результате подрыва террористом-смертником заминированного автомобиля в Басре. Теракт был направлен против полицейского чрезвычайного батальона[71].
  - Число жертв кишечной инфекции в Германии достигает 35 человек[72].
  - «Даллас» впервые в своей истории становится победителем НБА[73].
  - Землетрясение в Крайстчерче (Новая Зеландия) магнитудой 6. Пострадали более 40 человек[74].
- 14 июня
  - В Москве и Санкт-Петербурге торжественно открылся XIV Международный конкурс имени П. И. Чайковского[75].
  - Президиум Боснии и Герцеговины избрал Славо Кукича новым премьер-министром страны[76].
  - Впервые опубликованы дневники Че Гевары, в которых он описывает события на Кубе с 1956 по 1959 год[77].
  - После поражения от «Амкара» 1:0 главный тренер «Терека» Руд Гуллит уволен со своего поста[78].
  - Либерия разорвала дипломатические отношения с Ливией[79].
- 15 июня
  - Физики анализирующие данные, собранные нейтринным детектором T2K в Японии, обнаружили свидетельства того, что мюонные нейтрино могут превращаться в электронные; этот тип нейтринных осцилляций ранее не наблюдался[80].
  - Ирландский писатель Колум Макканн стал лауреатом Дублинской литературной премии за роман «Пусть вертится великолепный мир»[81].
  - В финальном матче кубка Стенли канадская команда «Ванкувер Кэнакс» проиграла команде «Бостон Брюинз», после матча болельщики «Кэнакс» устроили беспорядки на улицах Ванкувера, пострадало около 150 человек[82].
  - Иран произвёл успешный запуск спутника отечественного производства «Расад-1», спутник был выведен на орбиту ракетой «Сафир»[83].
  - В Греции 24-часовая всеобщая забастовка переросла в массовые беспорядки, получили ранения 10 демонстрантов и восемь полицейских[84].
  - В Астане открылся юбилейный саммит ШОС, приуроченный к 10-летию Организации[85].
  - Албания отменила визовый режим для граждан Украины[86].
  - Полное лунное затмение, видимое восточной части Южной Америки, Африки, южной части Европы, Ближнего Востока, Средней Азии и Индии[87].
- 16 июня
  - Верховный суд Вануату отменил итоги парламентских выборов, прошедших в декабре 2010 года, на которых победила партия премьер-министра Сато Килмана. Правительство Килмана отправлено в отставку. Временным премьер-министром стал Эдвард Натапеи[88][89].
  - Баскетбольный клуб ЦСКА обыграл подмосковные «Химки» в четвёртом матче финальной серии чемпионата ПБЛ и стал лучшей командой России[90].
  - Лидером террористической сети «Аль-Каида» стал бывший заместитель Усамы бен Ладена египтянин Айман аз-Завахири[91].
  - Дмитрий Медведев отправил в отставку губернатора Тверской области Дмитрия Зеленина, и. о. губернатора назначен Андрей Шевелёв[92].
  - Открылся Петербургский международный экономический форум[93].
- 17 июня
  - Король Марокко Мухаммед VI обнародовал детали конституционной реформы, направленной на ограничение личной власти монарха, эти изменения стали ответом на массовые выступления оппозиционно настроенной молодёжи[94].
  - По меньшей мере 29 человек умерли с конца мая в результате вспышки холеры в области Болебо, что в Демократической Республике Конго[95].
  - В Греции приведен к присяге новый кабинет министров[96].
  - В Лихтенштейне прошёл референдум по вопросу о легализации однополых браков[97].
  - Грузия и Мавритания установили дипломатические отношения[98].
- 18 июня
  - В Польше стартовал чемпионат Европы по баскетболу среди женских команд.[99]
  - В США скончалась вдова академика Андрея Сахарова правозащитница Елена Боннэр[100].
- 19 июня
  - Премьер-министр Сомали Мохамед Абдуллахи Мохамед ушёл в отставку[101].
  - В результате авиаударов НАТО в Триполи погибли семь человек мирных жителей[102].
  - Новое правительство Вануату во главе с премьером Эдвардом Натапеи отменило решение о признании независимости Абхазии[103]
- 20 июня
  - Суд Туниса заочно приговорил бывшего президента страны Зина аль-Абидина Бен Али к 35 годам тюрьмы, по обвинению в незаконном присвоении государственных средств[104].
  - Организация ICANN одобрила новые правила регистрации доменных имен верхнего уровня, теперь их смогут зарегистрировать юридические лица, включая коммерческие компании, представителей власти любого уровня и некоммерческие организации[105].
  - В результате авиакатастрофы пассажирского самолёта Ту-134 под Петрозаводском погибли 47 человек, 5 — получили ранения[106][107][108].
  - Зинэтула Билялетдинов назначен новым главным тренером сборной России по хоккею с шайбой[109].
  - После продолжительных дебатов страны G8 решили предоставить Греции очередной кредитный транш, чтобы спасти её от дефолта по долговым обязательствам[110].
  - Во Франции открылся международный Парижский авиасалон Ле Бурже[111].
- 21 июня
  - Новый кабинет министров Португалии во главе с премьером Педру Пасуш Коэлью принёс присягу[112].
  - Новое правительство Греции во главе с премьер-министром Георгиосом Папандреу получило вотум доверия в парламенте[113].
  - Генеральная Ассамблея ООН единогласно утвердила кандидатуру нынешнего генерального секретаря Пан Ги Муна на второй пятилетний срок[114].
  - Вступило в силу соглашение о безвизовых поездках между Россией и Перу[115].
- 22 июня
  - Люксембург стал самой богатой страной Европы[116].
  - В Мексике арестован местный главарь наркомафии — Хосе де Хесус Мендес Варгаса по кличке «Обезьяна»[117].
  - Президент США Барак Обама объявил в обращении к нации о начале вывода американских войск из Афганистана[118].
  - Бразильский футбольный клуб «Сантос» стал обладателем Кубка Либертадорес[119].
  - Финский парламент избрал Юрки Катайнена новым премьер-министром Финляндии[120].
  - Португалец Андре Виллаш-Боаш назначен главным тренером лондонского «Челси»[121].
  - Глава ЦРУ Леон Панетта утверждён на пост нового главы Пентагона вместо уходящего в отставку Роберта Гейтса[122].
  - Россия сняла ограничения на ввоз овощей из Европы[123].
  - Министр иностранных дел Италии Франко Фраттини призвал НАТО прекратить военные действия в Ливии, чтобы страна имела возможность получить гуманитарную помощь[124].
- 23 июня
  - Скончался исполнитель роли рассеянного, но проницательного лейтенанта полиции Коломбо в одноимённом сериале «Коломбо», американский актёр Питер Фальк[125].
  - Избран новый спикер Финского парламента — представитель социал-демократов Ээро Хейнялуома[126].
  - Глава банка Италии Марио Драги утвержден на пост председателя Европейского Центрального банка[127].
  - РФС изменяет дисциплинарный регламент, после того как в бразильского футболиста «Анжи» Роберто Карлоса на матче в Самаре был брошен банан[128].
  - США и ещё 27 стран договорились выпустить на рынок 60 млн баррелей нефти из стратегических запасов, чтобы частично компенсировать дефицит ливийской нефти, а также увеличить предложение в летний сезон пикового спроса[129].
  - 23 человека погибли в результате четырёх взрывов в шиитских районах Багдада[130].
  - В Астраханской области разбился самолёт МиГ-29. Погибли два полковника[131].
  - Открылся новый телеканал Russia Today Documentary[132].
  - В Москве открылся 33-й Московский международный кинофестиваль[133].
  - В Москве состоялся концерт рок-группы Linkin Park.
- 24 июня
  - Лидеры стран еврозоны утвердили кандидатуру главы Банка Италии Марио Драги на посту председателя Европейского Центробанка[134].
  - К пожизненному заключению Международным трибуналом ООН по Руанде приговорена бывший министр Руанды по делам семьи и женским вопросам Полин Ньирамасухуко. Она стала первой женщиной, обвиняемой в причастности к геноциду 1994 года над представителями племени тутси, унёсшему жизни около 800 тысяч человек[135].
  - Король поп-музыки Майкл Джексон признан лучшим певцом в истории, по мнению 10 миллионов пользователей (со всего мира) портала New Musical Express, среди которых был проведен опрос на предмет выявления двадцатки выдающихся исполнителей в истории музыки[136].
  - Дмитрий Медведев поддержал выдвижение губернатора Санкт-Петербурга Валентины Матвиенко в спикеры Совета Федерации[137].
  - Сборная России выиграла чемпионат Европы по боксу, завоевав 2 золотые и 4 серебряные медали[138].
- 25 июня
  - Восстание в Сирии (2011):
    - Свыше 1000 сирийцев бежали в Ливан, чтобы спастись от восстания[139].
    - Сирийские войска пытаются укрепить границу с Турцией[140].
    - Армия Сирии вошла в две деревни — одну на границе с Турцией и одну с Ливаном, при этом открыв огонь по гражданскому населению, находящемуся в деревне на границе с Ливаном[141][142].

  - 10 человек погибло во Вьетнаме в результате шторма, из них семеро от удара молнии[143].
  - Сборная Испании стала победителем молодёжного чемпионата Европы по футболу, проходившего в Дании[144].
  - В Москве прошёл митинг Партии народной свободы, которой Минюст оказал в регистрации. В митинге участвовало более 2 тысяч человек[145]. Лидеры партии заявили, что считают отказ Минюста незаконным, и пообещали продолжить политическую борьбу[146].
  - Юрий Любимов после скандала на гастролях в Праге заявил, что принял окончательное решение покинуть «Театр на Таганке», которым руководил 47 лет[147].
  - Михаил Прохоров избран лидером партии «Правое дело»[148].
  - 60 человек погибли и 120 — получили ранения в результате атаки террориста-смертника на внедорожнике, начинённом взрывчаткой, госпиталя в округе Азра афганской провинции Логар[149].
- 26 июня
  - Избран новый генеральный директор Продовольственной и сельскохозяйственной организации ООН бразилец Жозе Грациану да Силва[150].
  - Парламент Вануату вновь избрал отстранённого от должности Сато Килмана премьер-министром[151].
  - Облака пепла от извержения[англ.] вулкана Пуйеуэ нарушили авиасообщение между Австралией и Новой Зеландией[152].
  - В городе Майнот (США) произошло наводнение. Эвакуировано 12 000 человек[153].
  - В Германии стартовал чемпионат мира по футболу среди женских команд[154].
  - В полицейском участке севернее Багдада прогремел взрыв. Пострадали 12 человек[155].
  - Власти КНР освободили правозащитника Ху Цзя[156].
  - Шестеро альпинистов погибли на горе Неж Кордье во Франции[157].
  - В США обезврежены две бомбы в торговом центре[158].
  - В Израиле проходят масштабные учения «Поворотная точка-5»[159].
- 27 июня
  - Экс-губернатор штата Иллинойс Род Благоевич признан виновным в коррупции[160].
  - Над АЭС Фукусима-1 начался монтаж защитного купола[161].
  - На Балтике закончилось строительство первой линии газопровода «Северный поток»[162].
  - В городе Чэмберсбург (штат Пенсильвания) перевернулся школьный автобус. 25 раненых[163].
  - В результате пакистанских ракетных ударов погибли 36 жителей Афганистана, в том числе 12 детей[164].
  - Международный уголовный суд в Гааге выдал ордер на арест Муаммара Каддафи[165].
  - В департаменте Нариньо (Южная Колумбия) неизвестные расстреляли посетителей торгового центра. В результате нападения погибли восемь человек, четверо получили ранения[166].
  - В Пномпене начался суд над лидерами «Красных кхмеров»[167].
  - В Мали уничтожены 15 боевиков «Аль-Каиды»[168].
  - Тройной теракт в Нигерии. 25 человек погибших[169].
- 28 июня
  - В РФ принят закон об отсрочке абитуриентов от армии[170].
  - Население Лос-Аламоса эвакуируют из-за лесных пожаров[171].
  - Организация Исламская конференция переименована в Организацию Исламского сотрудничества[172]. Председателем ОИС стал Казахстан[173].
  - 10 человек погибли в результате атаки террористов-смертников движения «Талибан» на кабульский отель «Kabul Intercontinental Hotel»[174].
  - Грузинская сторона через швейцарских посредников передала Москве ноту о готовности начать диалог в соответствии с рекомендацией Международного суда ООН в Гааге[175].
  - В Греции началась 48-часовая всеобщая забастовка — в связи с предстоящим голосованием в парламенте по новым жёстким мерам экономии[176].
  - Новым директором-распорядителем Международного валютного фонда (МВФ) избрана Кристин Лагард, бывший министр экономики и финансов Франции[177].
  - Член Палаты Представителей от штата Айова Мишель Бахман сообщила о выдвижении своей кандидатуры на пост президента США от Республиканской партии[178].
- 29 июня
  - Фиджи и Ботсвана установили дипломатические отношения[179].
  - Обнаружен самый далёкий из известных квазаров, он получил название ULAS J1120+0641[180].
- 30 июня
  - Западноевропейский союз прекратил существование[181].
  - Генеральным секретарём ОБСЕ избран итальянец Ламберто Заньер[182].
  - Кыргызстан и Доминиканская Республика установили дипломатические отношения[38].
  - Судан и Южный Судан установили дипломатические отношения[183].
  - В Китае состоялось официальное открытие высокоскоростной железной дороги по маршруту «Пекин-Шанхай»[184].
  - Прокуратура Тайваня заявила о предъявлении обвинений бывшему президенту острова Ли Дэнхуэю и его советнику по экономическим вопросам Лю Дайиню в растрате 7,79 млн долларов бюджетных средств[185].
  - Комиссия из 34 разработчиков шахматных программ признала многократного чемпиона мира по шахматам, программу Rybka, виновной в плагиате исходных кодов из двух Open Source программ, исполнительный комитет Международной ассоциации компьютерных игр потребовал у автора программы вернуть все трофеи и призовые деньги[186].
  - По требованию Щёлковской городской прокуратуры Московской области признаны экстремистскими информационные материалы Рона Хаббарда[187].